# Белоглинка (Челябинская область)
Белоглинка — посёлок в Варненском районе Челябинской области России. Входит в состав Краснооктябрьского сельского поселения..

## История
Основан в 1957 г. при 3-м отделении совхоза «Заозерный». Название поселка связано с наличием в окрестностях залежей белой глины (каолина), которая используется в медицинских целях.

## География
Расположен в юго-западной части района. Расстояние до районного центра села Варна 38 км.

## Население
| 2002 | 2010 |
| ---- | ---- |
| 313  | ↘209 |

(в 1970 — 364, в 1995 — 331)

## Улицы
- Лесная,
- Центральная,
- Школьная.

## Инфраструктура
- Фельдшерско-акушерский пункт,
- библиотека.